# Divize B 1971/1972
V soubojích 7. ročníku České divize B 1971/72 se utkalo 14 týmů dvoukolovým systémem podzim – jaro. Tento ročník začal v srpnu 1971 a skončil v červnu 1972.

## Nové týmy v sezoně 1971/72
Z 3. ligy – sk. A 1970/71 sestoupila do Divize B mužstva TJ CHZ Litvínov a TJ Chemička Ústí nad Labem. Z krajských přeborů ročníku 1970/71 postoupila vítězná mužstva TJ Sklo Union Teplice "B" ze Severočeského krajského přeboru. Také sem byla přeřazena mužstva TJ Xaverov Horní Počernice, TJ Meteor Praha a TJ Slavia IPS Praha "B" z Divize C.

## Výsledná tabulka
Zdroj: 
| Poř. | Tým                        | Z  | V  | R | P  | VG | OG | B  |
| ---- | -------------------------- | -- | -- | - | -- | -- | -- | -- |
| 1.   | TJ Slovan Varnsdorf        | 26 | 18 | 3 | 5  | 51 | 23 | 39 |
| 2.   | TJ Chemička Ústí nad Labem | 26 | 15 | 9 | 2  | 43 | 21 | 39 |
| 3.   | TJ Sklo Union Teplice "B"  | 26 | 13 | 7 | 6  | 50 | 26 | 33 |
| 4.   | TJ Xaverov Horní Počernice | 26 | 12 | 6 | 8  | 39 | 28 | 30 |
| 5.   | TJ Meteor Praha            | 26 | 13 | 4 | 9  | 45 | 33 | 30 |
| 6.   | VTJ Dukla Slaný            | 26 | 13 | 3 | 10 | 28 | 31 | 29 |
| 7.   | TJ CHZ Litvínov            | 26 | 11 | 5 | 10 | 33 | 38 | 27 |
| 8.   | TJ Slavia IPS Praha "B"    | 26 | 8  | 9 | 9  | 26 | 24 | 25 |
| 9.   | SK Roudnice nad Labem      | 26 | 8  | 7 | 11 | 29 | 30 | 23 |
| 10.  | TJ Břevnov                 | 26 | 7  | 6 | 13 | 25 | 32 | 20 |
| 11.  | TJ Lokomotiva Bílina       | 26 | 7  | 6 | 13 | 34 | 46 | 20 |
| 12.  | TJ Motorlet Praha          | 26 | 8  | 3 | 15 | 27 | 40 | 19 |
| 13.  | TJ SZ Česká Lípa           | 26 | 5  | 5 | 16 | 35 | 68 | 15 |
| 14.  | TJ ČKD Slaný               | 26 | 4  | 7 | 15 | 18 | 43 | 15 |

Poznámky:
- Z = Odehrané zápasy; V = Vítězství; R = Remízy; P = Prohry; VG = Vstřelené góly; OG = Obdržené góly; B = Body

|  | Postup do 3. ligy – sk. A 1972/73                |
|  | Sestup do příslušného oblastního přeboru 1972/73 |